# Scarpa d'oro 2015
La Scarpa d'oro 2015 è il riconoscimento calcistico assegnato al miglior marcatore in Europa tenendo conto delle marcature messe a segno nel rispettivo campionato e del Coefficiente UEFA nella stagione sportiva 2014-2015 e/o nella stagione 2014 per i campionati che si svolgono nell'anno solare.

## Classifica finale
| Pos | Campionato       | Nome                | Squadra          | Gol | C-UEFA | Punti |
| --- | ---------------- | ------------------- | ---------------- | --- | ------ | ----- |
| 1   | Primera División | Cristiano Ronaldo   | Real Madrid      | 48  | x2     | 96    |
| 2   | Primera División | Lionel Messi        | Barcellona       | 43  | x2     | 86    |
| 3   | Premier League   | Sergio Agüero       | Manchester City  | 26  | x2     | 52    |
| 4   | Bundesliga       | Jonathan Soriano    | Salisburgo       | 31  | x1,5   | 46,5  |
| 5   | Primera División | Antoine Griezmann   | Atlético Madrid  | 22  | x2     | 44    |
| 5   | Primera División | Neymar              | Barcellona       | 22  | x2     | 44    |
| 5   | Serie A          | Luca Toni           | Verona           | 22  | x2     | 44    |
| 5   | Serie A          | Mauro Icardi        | Inter            | 22  | x2     | 44    |
| 9   | Premier League   | Harry Kane          | Tottenham        | 21  | x2     | 42    |
| 9   | Primeira Liga    | Jackson Martínez    | Porto            | 21  | x2     | 42    |
| 11  | Ligat ha'Al      | Eran Zahavi         | Maccabi Tel Aviv | 28  | x1,5   | 42    |
| 12  | Ligue 1          | Alexandre Lacazette | Olympique Lione  | 27  | x1,5   | 40,5  |
| 13  | Primera División | Carlos Bacca        | Siviglia         | 20  | x2     | 40    |
| 13  | Premier League   | Diego Costa         | Chelsea          | 20  | x2     | 40    |
| 13  | Primeira Liga    | Jonas               | Benfica          | 20  | x2     | 40    |
| 13  | Serie A          | Carlos Tévez        | Juventus         | 20  | x2     | 40    |

## Attribuzione del coefficiente UEFA
- Per i campionati che si trovano dal 1º al 5º posto del coefficiente UEFA i gol del giocatore vanno moltiplicati per 2 (Spagna, Inghilterra, Germania, Italia, Portogallo).
- Per i campionati che si trovano dal 6º al 21º posto del coefficiente UEFA i gol del giocatore vanno moltiplicati per 1,5 (Francia, Ucraina, Russia, Paesi Bassi, Turchia, Belgio, Grecia, Svizzera, Cipro, Danimarca, Austria, Repubblica Ceca, Romania, Israele, Bielorussia, Polonia).
- Per i campionati che si trovano dal 22º posto in giù del coefficiente UEFA i gol del giocatore vanno moltiplicati per 1.